# Рекуперативное торможение

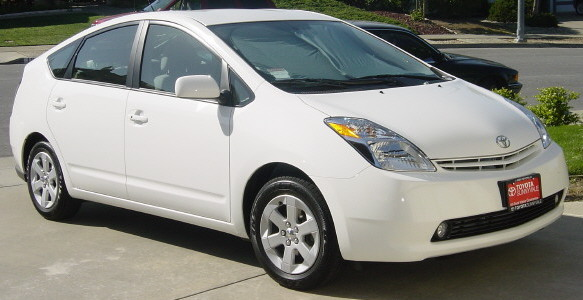
Toyota Prius 2004 — серийный (с 1997) автомобиль с системой рекуперативного торможения

Рекуперати́вное торможе́ние (от лат. recuperatio «обратное получение; возвращение») — вид электрического торможения, при котором электроэнергия, вырабатываемая тяговыми электродвигателями, работающими в генераторном режиме, используется для подзарядки тяговых батарей (электромобили, гибриды, электробусы) или возвращается в контактную сеть (электропоезда и электровозы, вагоны метрополитена, трамваи, троллейбусы). 
Рекуперативное торможение широко применяется на электровозах, электропоездах, современных трамваях и троллейбусах, где при торможении электродвигатели начинают работать как электрогенераторы, а вырабатываемая электроэнергия передаётся через контактную сеть либо другим электровозам, либо в общую энергосистему через тяговые подстанции.
Аналогичный принцип используется на электромобилях, гибридных автомобилях, где вырабатываемая при торможении электроэнергия используется для подзарядки аккумуляторов. Некоторые контроллеры двигателей электровелосипедов реализуют рекуперативное торможение.
Проводились также эксперименты по организации рекуперативного торможения других принципов на автомобилях; для хранения энергии использовались маховики, пневматические аккумуляторы, гидроаккумуляторы и другие устройства.
Рекуперативное торможение применяется в лифтах.

## Использование в автомобилестроении

### Использование на легковых и грузовых автомобилях
С развитием рынка гибридных и электроавтомобилей система рекуперации зачастую используется для увеличения дальности пробега автомобиля на электрическом заряде.
Первым, ставшим самым массовым автомобилем, использующим рекуперацию является Toyota Prius, внедривший эту технологию в 1997 году.
Последовавшие за Тойотой автомобили включали Chevrolet Volt, Honda Insight, Tesla Model S,3,X,Y, Audi e-tron.
Массовое распространение электромобилей и гибридных автомобилей в 2020-х годах привело к тому, что рекуперация стала обязательной технологией, применяемых в автомобилях этих типов
Есть отдельные случаи применения системы рекуперации в автомобиле с привычным бензиновым двигателем для сокращения расхода топлива. Такая система разрабатывалась на а/м Ferrari для обеспечения функционирования внутренних мультимедийных и климатических систем автомобиля от отдельной батареи, заряжаемой рекуперируемой энергией.
Широкое распространение рекуперации привело к рождению термина "режим управления одной педалью" (One pedal driving), при котором водитель только в экстренных случаях пользуется педалью тормоза, а обычное торможение обеспечивается рекуперативным торможением.

### Использование в автоспорте
В сезоне 2009 года в Формуле-1 на некоторых болидах использовалась система рекуперации кинетической энергии (KERS). Рассчитывалось, что это подстегнёт разработки в области гибридных автомобилей и дальнейшие совершенствования данной системы.
Впрочем, у Формулы-1 с её мощным двигателем разгон на малых скоростях ограничивается сцеплением шин, а не крутящим моментом. На высоких же скоростях использование KERS не столь эффективно. Так что по результатам сезона-2009 оснащённые данной системой болиды не демонстрировали превосходства над соперниками на большинстве трасс. Однако это может объясняться не столько неэффективностью системы, сколько трудностью её применения в условиях строгих ограничений на вес машины, действовавших в 2009 году в Формуле-1.
После соглашения команд не использовать KERS в 2010 году для сокращения издержек, в сезоне 2011 года использование системы рекуперации было продолжено.
По состоянию на 2012 год на систему KERS налагаются следующие ограничения: передаваемая мощность не более 60 кВт (около 80 л.с.), ёмкость хранилища не более 400 кДж. Это означает, что 80 л.с. можно использовать не более 6.67 с на круг за один или несколько раз. Таким образом, время круга можно уменьшить на 0.1-0.4 с.
Техническим регламентом Формулы-1, утверждённым FIA на 2014 год, предусмотрен переход на более эффективные турбомоторы со встроенной системой рекуперации (ERS). Применение двойной системы рекуперации (кинетической и тепловой) в сезонах 2014—2015 годов стало гораздо более актуально из-за введения жёстких регламентных ограничений на расход топлива — не более 100 кг на всю гонку (в прошлые годы 150 кг) и мгновенный расход не более 100 кг в час. Неоднократно можно было наблюдать, как во время гонки при выходе из строя системы рекуперации машина начинала быстро терять позиции.
Рекуперативное торможение используется также в гонках на выносливость. Такой системой оснащены спортпрототипы класса LMP1 заводских команд Audi R18 и Toyota TS050 Hybrid, Porsche 919 Hybrid.

## Использование на железных дорогах
Рекуперативным торможением на железнодорожном транспорте (в частности, на электровозах и электропоездах, оборудованных системой рекуперативного торможения) называется процесс преобразования кинетической энергии движения поезда в электрическую энергию тяговыми электродвигателями (ТЭД), работающими в режиме генераторов. Выработанная электрическая энергия передается в контактную сеть (в отличие от реостатного торможения, при котором выработанная электрическая энергия гасится на тормозных резисторах, то есть преобразовывается в тепло и рассеивается системой охлаждения). Рекуперативное торможение используется для подтормаживания состава в случаях, когда поезд идет по относительно некрутому уклону вниз, и использование воздушного тормоза нерационально. То есть, рекуперативное торможение используется для поддержания заданной скорости при движении поезда по спуску. Данный вид торможения дает ощутимую экономию энергии, так как выработанная электрическая энергия передается в контактную сеть и может быть использована другими локомотивами на данном участке контактной сети.
Рекуперативное торможение имеет следующие проблемы, которые требуют особого учета при разработке схемы электровоза для их решения:
а) тормозной момент пропорционален не скорости, а разности между скоростью и «скоростью нейтрали», зависящей от настройки системы управления электровоза и напряжения контактной сети. Так, при скорости ниже нейтрали ТЭДы будут тянуть, а не тормозить. Таким образом, при скорости вблизи нейтрали даже небольшие (в процентах) скачки напряжения сети сильно меняют упомянутую разность, а с ней и момент, и приводят к рывкам. Правильное проектирование схемы электровоза снижает этот фактор.
б) при параллельном включении якорей рекуперирующих ТЭД схема может получиться неустойчивой при боксовании и склонной к «сваливанию» в режим, когда один ТЭД работает в моторном режиме, питаясь от второго ТЭДа, работающего как генератор, что подавляет торможение. Решение: включение обмоток возбуждения крест-накрест от «чужого» ТЭД (см. схемы ВЛ8 и ВЛ10).
в) необходимы меры защиты против короткого замыкания контактной сети или на самом электровозе. Для этого используются быстродействующие контакторы, срабатывание которых вызывает в схеме переходный процесс, перемагничивающий обмотки возбуждения ТЭД и ликвидирующий таким образом остаточную намагниченность статора (возбуждения генерации от которой может быть вполне достаточно для перегрева или пожара в случае КЗ в сети).
Ранее рекуперативным торможением оборудовались электровозы постоянного тока ввиду простоты метода переключения ТЭДов в режим генератора (в СССР схема появилась ещё на сурамском поколении электровозов, например, ВЛ22 и с незначительными изменениями применялась до ВЛ11 включительно, в ней решены все три описанные выше проблемы). В электровозах переменного тока существует проблема, которая заключается в преобразовании выработанного постоянного электрического тока в переменный и синхронизация его с частотой тягового тока, эта проблема решается с помощью тиристорных преобразователей. Электровозы переменного тока, созданные до использования тиристорных инверторов (ВЛ60, ЧС4 и ЧС4Т, а также все поколения ВЛ80, кроме ВЛ80Р) не имели возможности рекуперативного торможения.
Рекуперативное торможение редко используется в пассажирском движении, по крайней мере на «классических» до-тиристорных электровозах вроде ВЛ10 и ВЛ11 из-за возникновения ощутимых рывков при переключении тормозной рукоятки локомотива со ступени на ступень, а также при скачках напряжения контактной сети. Большинство пассажирских локомотивов той поры вовсе не имели этой возможности.
Кроме того, рекуперативное торможение, как и реостатное, сжимает состав и создает удар от сжатия сцепных устройств.
Тем не менее рекуперативное торможение широко применяется на моторвагонном подвижном составе (МВПС) постоянного тока (ЭР2Р, ЭР2Т и более поздние электропоезда). В отличие от поездной работы, в МВПС обычно постоянен вес поезда (его почти никогда не переформируют), а также намного выше тяговооружённость. Это сильно упрощает создание автомата управления рекуперативным торможением. Применяется и в грузовых локомотивах, к примеру на 2ЭС6.
Рекуперативное торможение на постоянном токе требует переоборудования тяговых подстанций. Как минимум возможно рассеяние энергии на стационарных резисторах в случае изменения направления тока в фидерах ПС (при этом сохраняется возможность использования энергии рекуперации для тяги другого поезда на этом же участке, что важно при тяжелом профиле пути). Как максимум — необходима установка инверторов.
Рекуперативное торможение на железнодорожных локомотивах может использоваться также для подтормаживания в экстренных аварийных случаях при отказе воздушного тормоза. В частности, имеются сведения о неоднократном применении машинистами рекуперативного торможения на крутом участке Ерал — Симская (Челябинская область). Штатное экстренное торможение на локомотивах производится стравливанием воздуха (стоп-кран в пассажирских вагонах), а при полном отсутствии в системе воздуха тормоза блокируются.

## Использование в метрополитенах
В метрополитенах, где поезда совершают частые остановки, использование рекуперативного торможения очень выгодно. Поэтому уже самые ранние метровагоны имели аппаратуру рекуперативного торможения (за исключением метровагонов, производимых в СССР). Наибольший эффект достигается при согласовании моментов торможения прибывающего на станцию поезда с отправлением другого от той же или со смежной станции. Такая схема движения закладывается в расписание движения поездов.

## Использование на городском общественном транспорте
На современном городском электротранспорте системы управления обеспечивающие рекуперацию используются почти всегда.
У трамвайных вагонов моделей УКВЗ 71-619А и далее, вагонов ПТМЗ 71-134А и далее, вагонов Уралтрансмаш 71-405 и далее, а также МТТА и МТТА-2 имеется возможность рекуперативного торможения. Оно используется как основное. После замедления вагонов до скорости 1-2 км/ч электродинамический (реостатный) тормоз становится неэффективным и подключается стояночный.